# Nguyễn Chí Thành (trung tá)
Nguyễn Chí Thành (sinh năm 1982, quê Thái Bình), là một Thượng tá Công an nhân dân Việt Nam. Ông hiện là Phó trưởng phòng - Phòng Cảnh sát phòng cháy, chữa cháy và cứu nạn, cứu hộ Công an Thành phố Hồ Chí Minh. Năm 2023, ông được phong tặng danh hiệu Anh hùng lực lượng vũ trang nhân dân.